# Брадфорд (Вісконсин)
Брадфорд (англ. Bradford) — місто (англ. town) в США, в окрузі Рок штату Вісконсин. Населення — 1013 особи (2020).

## Демографія
Згідно з переписом 2010 року, у місті мешкала 1121 особа в 399 домогосподарствах у складі 299 родин. Було 424 помешкання
Расовий склад населення:
| - 87,1 % — білих - 0,8 % — чорних або афроамериканців - 0,7 % — азіатів - 0,4 % — корінних американців - 9,6 % — осіб інших рас |

До двох чи більше рас належало 1,3 %. Частка іспаномовних становила 15,5 % від усіх жителів.
За віковим діапазоном населення розподілялося таким чином: 28,1 % — особи молодші 18 років, 59,1 % — особи у віці 18—64 років, 12,8 % — особи у віці 65 років та старші. Медіана віку мешканця становила 39,9 року. На 100 осіб жіночої статі у місті припадало 106,1 чоловіків;  на 100 жінок у віці від 18 років та старших — 106,7 чоловіків також старших 18 років.
Середній дохід на одне домашнє господарство  становив 76 891 долар США (медіана — 62 716), а середній дохід на одну сім'ю — 75 489 доларів (медіана — 66 250). Медіана доходів становила 47 955 доларів для чоловіків та 30 000 доларів для жінок. За межею бідності перебувало 16,5 % осіб, у тому числі 22,5 % дітей у віці до 18 років та 5,4 % осіб у віці 65 років та старших.
Цивільне працевлаштоване населення становило 637 осіб. Основні галузі зайнятості: виробництво — 21,2 %, науковці, спеціалісти, менеджери — 19,3 %, освіта, охорона здоров'я та соціальна допомога — 12,9 %, роздрібна торгівля — 8,0 %.